# Zawisna (Praszka)
Zawisna (niem. Grenzwiese) – część Praszki, położona w jej zachodniej części. Rozpościera się po zachodniej stronie Prosny, wzdłuż ulic Gorzowskiej, Byczyńskiej, Słonecznej i zachodniej sekcji ul. Piłsudskiego. Do 1954 samodzielna wieś.
Do 1945 znajdowała się w Niemczech i przez to jej historia różni się od historycznie polskiej, związanej z ziemią wieluńską,  Praszki i jej pozostałych dzielnic. Jej odrębność widoczna jest nadal w terenie, gdzie stanowi specyficzną półenklawę, wysuniętą poza zachodni brzeg Prosny.
Na Zawisnej znajduje się nieczynna stacja kolejowa Praszka Zawisna. Zachował się budynek dworca kolejowego z ażurowym balkonem.

## Historia
Do 1945 była to niemiecka wieś o nazwie Grenzwiese. Jej nazwa („Łąka Graniczna") nawiązuje do strategicznego położenia wsi na granicy mocarstw, Niemiec z Polską, później z Imperium Rosyjskim (Kongresówką).
Po II wojnie światowej włączona do Polski). Należała odtąd do gromady Krzyżańcowice w gminie Zdziechowice w powiecie oleskim na terenie tzw. I okręgu administracyjnyego Śląsk Opolski), powierzonego 18 marca 1945 administracji wojewody śląskiego, a z dniem 28 czerwca 1946 przyłączonego do woj. śląskiego (śląsko-dąbrowskiego). 15 marca 1947 otrzymała polską nazwę Zawisna. 6 lipca 1950 Zawisna wraz z całym powiatem oleskim weszła w skład nowo utworzonego woj. opolskiego.
W związku z reformą znoszącą gminy jesienią 1954 roku, gromadę Zawisna włączono powiatu wieluńskiego w województwie łódzkim i za razem do Praszki.
W latach 1975–1998 Zawisna, jako część Praszki, należała administracyjnie do województwa częstochowskiego.